# Dendrobium viridulum
Dendrobium viridulum är en orkidéart som beskrevs av Henry Nicholas Ridley. Dendrobium viridulum ingår i släktet Dendrobium, och familjen orkidéer. Inga underarter finns listade i Catalogue of Life.